# Liloan (Cebu)
Liloan è una municipalità di prima classe delle Filippine, situata nella Provincia di Cebu, nella Regione del Visayas Centrale.
La municipalità fa parte dell'Area metropolitana di Cebu.
Liloan è formata da 14 baranggay:
- Cabadiangan
- Calero
- Catarman
- Cotcot
- Jubay
- Lataban
- Mulao
- Poblacion
- San Roque
- San Vicente
- Santa Cruz
- Tabla
- Tayud
- Yati